# Coureur des bois

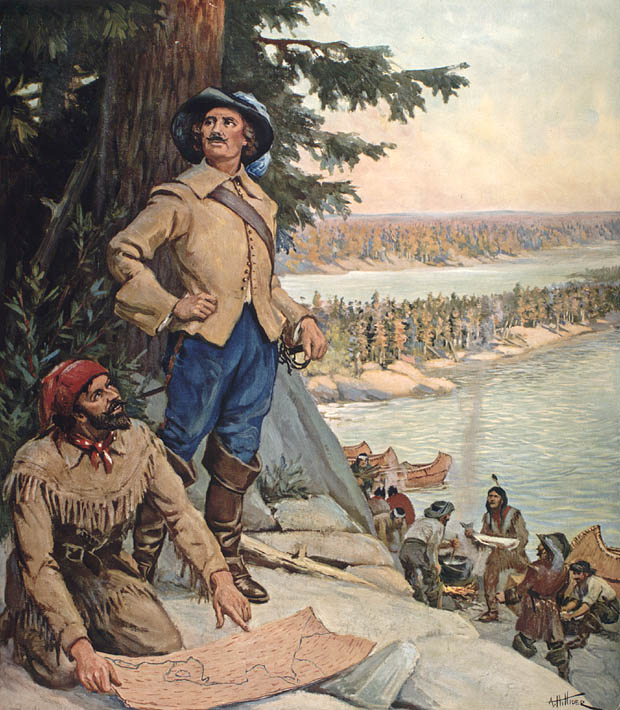
Représentation romantique d’un coureur des bois dans le tableau La Vérendrye at the Lake of the Woods de Arthur H. Hider,.

Un coureur des bois est, en Nouvelle-France, un colon indépendant
qui pratique la traite des fourrures. Avant eux, les Autochtones d'Amérique avaient pour seuls interlocuteurs européens les interprètes des compagnies marchandes, puis les missionnaires et leurs domestiques.[réf. souhaitée]
Ils se déplacent sur de longues distances, en canot, entre la vallée du Saint-Laurent et l’intérieur du continent, le plus souvent dans la région des Grands Lacs. Ils hivernent parfois avec les populations locales, troquent des vêtements, des haches, des fusils, des chaudrons contre des peaux de castor, d’orignal, de caribou, etc.[réf. souhaitée]. Après la paix franco-iroquoise de 1653 et 1667, les routes vers l’Ouest deviennent plus sûres pour les Français et leurs alliés. Les coureurs de bois se font plus nombreux, et le centre de gravité du commerce franco-autochtone se déplace vers l'ouest[réf. souhaitée].
L'abondance de fourrures sur le marché européen menace l’économie de la Nouvelle-France. En 1681, Colbert instaure un système de congés de traite destiné à la freiner, mais sans succès: dès 1696, ce système est révoqué par Louis XIV, qui fait fermer presque tous les postes de la colonie.
Les religieux et les administrateurs coloniaux considèrent les coureurs de bois comme associés à l’illégalité, aux mœurs dissolues, au banditisme et à la contrebande avec les Anglo-hollandais de Fort Orange. Le terme coureur de bois s’efface au cours du XVIIIe siècle au profit de celui de voyageur puis d’engagé. Le commerce s’organise autour de marchands ou d’officiers militaires qui emploient des voyageurs pour faire la traite avec les Autochtones des Pays d’en haut. La course de bois se poursuit après la Conquête en 1763. Elle est monopolisée par deux grandes compagnies avant de péricliter au XIXe siècle.

## Évolution de la traite des pelleteries franco-autochtone
Au début du XVIIe siècle, la présence coloniale française dans la vallée du Saint-Laurent se limite à quelques dizaines d'hivernants gardant les postes de pêche et de traite comme celui de Tadoussac ou de Québec. Les traiteurs autochtones apportent des peaux en provenance de leurs réseaux commerciaux qui s'étendent très loin, à l’intérieur du continent, bien au-delà de la vallée du Saint-Laurent. Les premiers truchements français accompagnent les convois de canots autochtones.

### Les prémices de la course de bois, 1534-1610
Le troc a été une activité pratiquée par les Premières Nations pendant des millénaires. Un réseau de commerce relativement bien structuré existait en Amérique bien avant l'arrivée des Européens. Cela est confirmé dès les premiers épisodes d'échanges entre Autochtones et pêcheurs basques dans le golfe du Saint-Laurent. En 1534, l’explorateur Jacques Cartier note pour sa part qu'une douzaine d'Autochtones vinrent « aussi franchement à bort de noz navires comme s'ilz eusent esté françoys». Dans les années 1580, le commerce franco-autochtone prend de l’ampleur. À partir de 1600, ce commerce est consolidé par l'établissement de postes (Tadoussac en 1600, Port-Royal en 1605, Québec en 1608) où les traiteurs autochtones échangent des couteaux, des chaudrons de cuivre, des perles et des textiles contre des fourrures.

### Les truchements chez les Autochtones (1610-1630)
De jeunes Français hivernent chez les Wendats, les Algonquins, les Innus et les Népissingues afin d'apprendre leur langue et servir d'intermédiaires linguistiques dans le commerce des fourrures. Ils sont appelés truchements.
Parmi les premiers truchements, Étienne Brûlé se porte volontaire à l'été 1610 pour hiverner chez les Wendats et apprendre leur langue. Il accompagne quelque 200 Wendats et Algonquins au Sault Saint-Louis à l’été suivant, avant de repartir hiverner en Huronie.
Les compagnies marchandes détentrices du monopole de la traite attribuent aux truchements un rôle précis, celui d'« entretenir [l’amitié des] Sauvages & les amener tous les ans à la traite ». Ces jeunes Français auront en plus l'occasion de se familiariser avec la culture et les pratiques autochtones, comme la chasse, le maniements du canot et l'utilisation des raquettes. Ils sont autorisés à acquérir des peaux pour les revendre à leur profit.
Outre Étienne Brûlé, l'historien Gilles Havard identifie une vingtaine de truchements parmi lesquels on retrouve Olivier Letardif, Jean Nicollet, Nicolas Marsolet et Jean Richet, dit gros-Jean de Dieppe. Plusieurs d’entre eux demeurent avec leurs hôtes autochtones au moment où Québec est capturée par les frères Kirke (1629-1632).

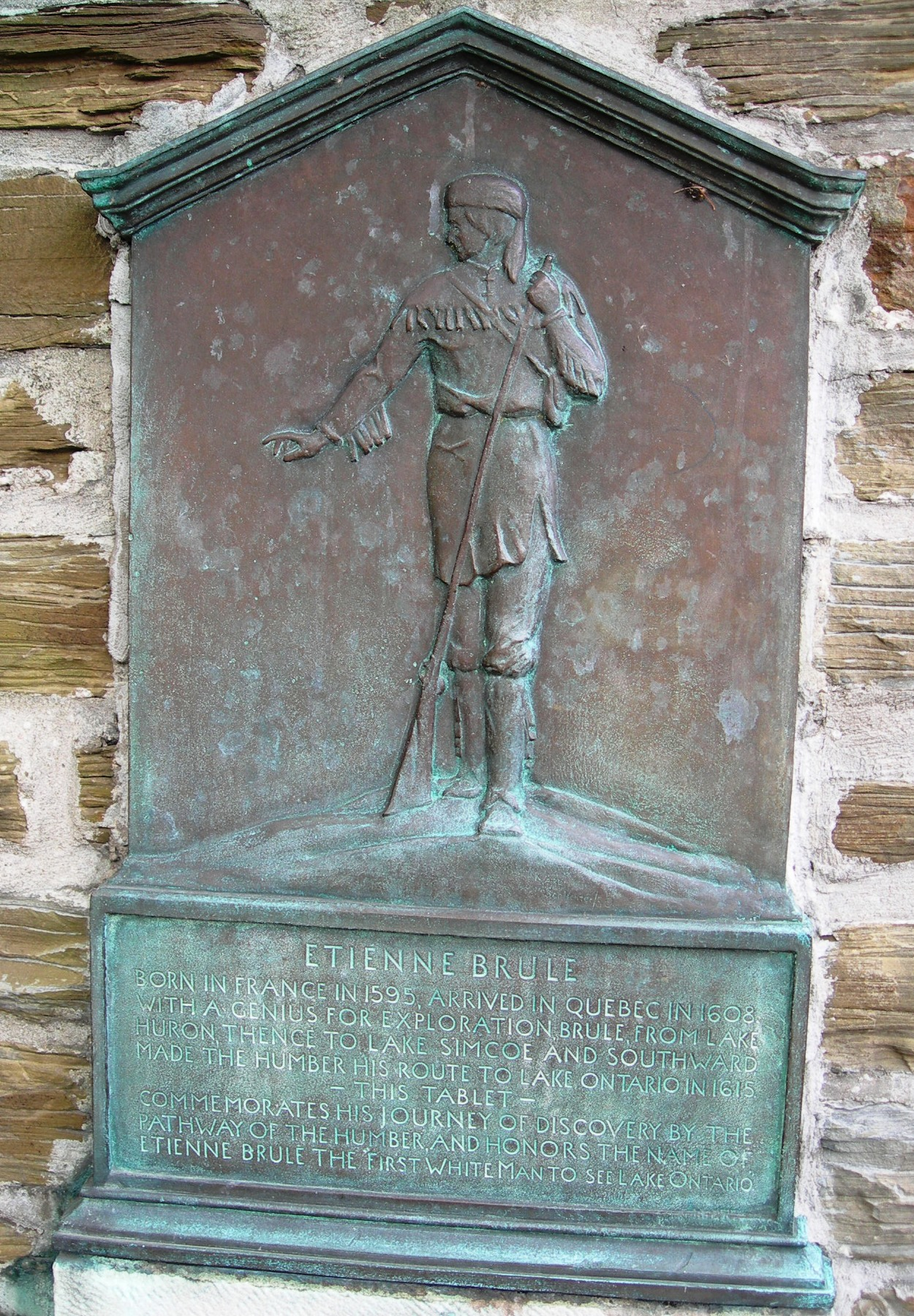
Étienne Brûlé se porte volontaire pour hiverner en Huronie en 1610. Il y passera la majeure partie de sa vie comme truchement. Cette plaque commémorative en son honneur se trouve à Old Mill, Toronto.

Les truchements comme Étienne Brûlé et Nicolas Marsolet hésitent à transmettre leurs connaissances des langues autochtones aux missionnaires. Les Jésuites multiplient les plaintes à leur égard. Champlain fait de même, surtout quand il apprend que certains truchements ont aidé les frères Kirke pendant leur administration de Québec entre 1629 et 1632. Il dénonce en particulier « la mauvaise vie que la plupart des Français avaient menée en ce pays des Hurons, et entre autres le truchement Brûlé ».
Après leur retour à Québec en 1632, les Jésuites prennent le contrôle de la relation des Français avec les Wendats. Les intermédiaires, comme les truchements, ne sont dès lors plus essentiels. Pour les inciter à regagner la colonie, plusieurs se voient accorder des terres. C'est le cas de Marsolet qui obtient la seigneurie Bellechasse en 1637. La même année, Jean Nicolet hérite pour sa part d'un fief avec Olivier Letardif. Il se marie avec l'une des filles de Guillaume Couillard et de Guillemette Hébert. Les laïcs qui demeurent en pays autochtones sont désormais sous la tutelle des jésuites, à l’instar de Pierre Boucher, qui habite la Huronie de 1637 à 1641.
Les truchements ne sont pas les premiers coureurs de bois à proprement parler. Mais ce sont eux qui développent les relations avec les Autochtones.

### Le «Pérou» de la course de bois, 1645-1667[11]
Dans la seconde moitié du XVIIe siècle, Montréal commence à jouer un rôle important dans le commerce des fourrures. Entre 1645 et 1667, les déplacements des Français et leurs alliés entre la vallée du Saint-Laurent et le bassin des Grands Lacs s'avèrent périlleux en raison des tensions avec les Iroquois. À cette époque, l'insécurité est si grande que les traiteurs autochtones hésitent à se déplacer vers la vallée du Saint-Laurent avec leurs peaux. Cette situation est désastreuse pour l'économie de la colonie canadienne qui repose en partie sur l'exportation des pelleteries. Pour contrebalancer l'instabilité du marché causé par les guerres iroquoises, « la liberté de traite est réaffirmée par un arrêt du 5 mars 1648 [qui] autorise les colons à se rendre parmi les Amérindiens de l'intérieur pour en rapporter des pelleteries » et à former une « milice destinée à protéger les convois hurons apportant les fourrures ». Ce droit des colons de pouvoir commercer avec les Autochtones est confirmé vers 1651-1652. Cette nouvelle politique s'avère d'une importance capitale dans le développement de la course des bois, car la concession du droit de traite aux habitants permet la rétention d'engagés motivés par l'aspect financier.
Cependant, la traite des fourrures reste, en théorie, réservée aux habitants domiciliés en Nouvelle-France. Ces derniers voient d'un mauvais œil les concurrents qui effectuent un passage éphémère dans la colonie et inondent le marché de produits à prix modiques, ce qui a pour conséquence de faire augmenter le prix des fourrures. En juillet 1654, le gouverneur de Trois-Rivières, Pierre Boucher, s'insurge contre cette pratique de traite déloyale qui affecte le commerce local :« [P]lusieurs des Français desquels mesme la plupart ne sont point habitans ny permanents en ce pays mais passagers donnent des marchandises à qui plus vil prix aux dits Sauvages à l'envy les uns des autres pour attraper du castor ce qui causeroit la ruyne de la traite veu que les Sauvage ayans eu des marchandises à vil prix n'en voudroient achepter à prix raisonnable. »
Après la chute de la Huronie en 1650 et la paix franco-iroquois de 1653, certains vont en effet traiter directement avec les Autochtones en amont des lieux de rencontre établis que sont Trois-Rivières et Montréal. Au même moment, le commerce de l’alcool commence à prendre une place plus important. L’historien Thomas Wien explique quant à lui ce déplacement du commerce vers l’Ouest par la concurrence de plus en plus vive entre marchands français [due à la liberté de traite chez les habitants] et la faiblesse de la demande des Autochtones pour des objets européens.

Carte du pays des Hurons vers 1639-1648 attribuée au jésuite Jérôme Lalemant.

Parmi ces pionniers de la course, on retrouve Médard Chouart Des Groseillers et son beau-frère, Pierre-Esprit Radisson. Seuls ou en convois, ils explorent la région du lac Supérieur et de la baie d'Hudson, avant de se mettre au service de l'Angleterre, en étant intimement liés à la fondation de la Hudson's Bay Compagny, en activité jusqu'en 2025.
Ainsi, selon l'historien Gilles Havard, ces facteurs, combinés à « la conjonction entre la concurrence de plus en plus vive entre Français [due à la liberté de traite chez les habitants] et la faiblesse de la demande des Amérindiens, liée à leur réticence structurelle vis-à-vis de l'encombrement matériel, explique [donc] l'appel d'air de la course de bois ».

### L'anarchie, 1667-1681
Les explorations conduites par Des Groseillers et Radisson modifient profondément la pratique de la traite en Nouvelle-France. Elles entraînent l'apparition de groupes d'hommes spécialisés dans le voyage, le transport et le commerce des fourrures. Si ces activités débutent dans les années 1650, c'est surtout après la paix franco-iroquoise de 1666-1667, qui permet « d'atténuer l'insécurité sur la rivière des Outaouais », que des Français et des Canadiens s'enfoncent en plus grand nombre dans le territoire Nord-américain afin de trouver de nouveaux partenaires commerciaux.

Certains contournent les taxes prélevées sur les peaux en allant porter leurs marchandises au comptoir des Anglo-hollandais à Albany. Cette pratique illégale est mentionnée de plus en plus fréquemment dans les documents de l’époque. Cela marque, d’une certaine manière, la naissance des coureurs de bois. Après 1667, on considère l’activité de traiteurs comme un facteur de ralentissement du développement de la société laurentienne et la source de plusieurs problèmes dans la colonie. Le secrétaire de l'intendant Talon, Jean-Baptiste Patoulet, prend soin de souligner cette réalité en janvier 1672 :
« [D]es gens vagabons qui ne se marient pas [avec des Françaises], qui ne travaillent jamais au défrichement des terres qui doit estre la principale application d'un bon colon et qui commettent une infinité de désordres par leur vie licentieuse et libertine [...]. Ces hommes vivants toujours à la manière des Sauvages s'en vont à cinq ou six lieües au dessus de Québec pour troquer des paux que ces barbares apportaient eux-mesmes dans nos habitations. »

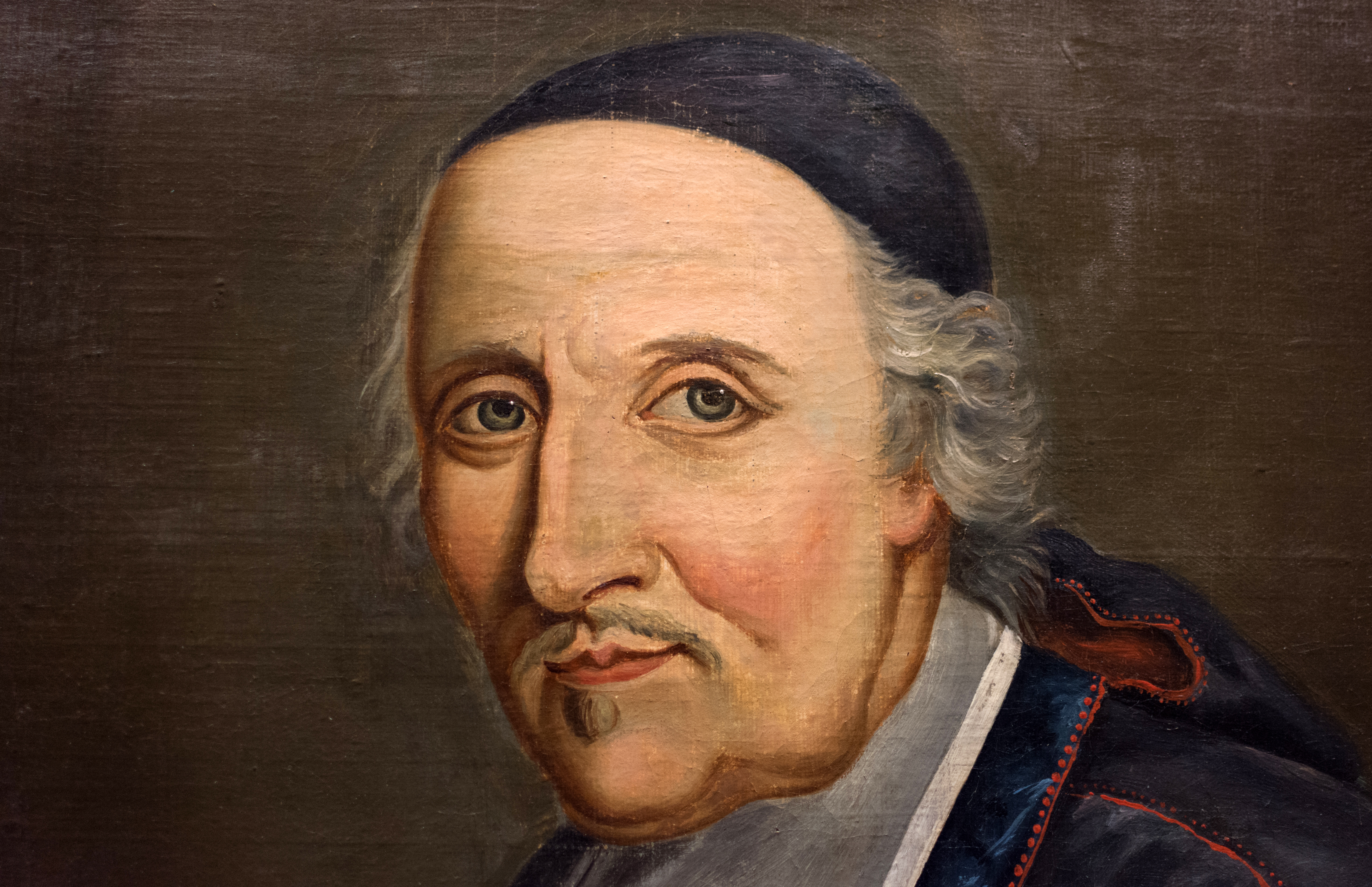
Détail d’une peinture représentant Monseigneur de Laval, 1700. Celui-ci s’oppose au gouverneur Frontenac au sujet de l’utilisation de l'alcool dans la traite des fourrures franco-autochtones.

Cette situation est une conséquence de l'apparente fugacité de la législation en Nouvelle-France. Le gouvernement colonial cherche donc des solutions au « problème des coureurs de bois ». Or, même si les individus qui pratiquent la traite clandestine et la vente d'alcool sont condamnés sévèrement, il semble toujours y avoir trop d'hommes qui délaissent la terre pour s'enfoncer dans la profondeur des bois. Un problème connexe retient l’attention des autorités, celui de la vente de l’alcool aux Autochtones. Ainsi, si l'intendant Jacques Duchesneau se range du côté de l'évêque Monseigneur de Laval sur le problème de la vente d'alcool aux Autochtones, le gouverneur Louis de Buade, comte de Frontenac pensait avant tout au commerce. Pour lui, si les trafiquants français ne disposaient pas de cognac pour mener à bien leurs transactions, les Autochtones se tourneraient vers « les Anglais qui n’avaient aucun scrupule à leur fournir du rhum».

Cette perception négative des coureurs de bois, qui naît entre 1667 et 1681, est nuancée par les historiens Havard et Dechêne. Pour Havard, le coureur de bois demeure un « bouc-émissaire des ratés de la colonisation ». Bien des problèmes sont attribués à la course de bois surtout depuis qu'elle est pratiquée par bon nombre d'habitants depuis l'édit de 1648 et que l'étendue du territoire ne favorise pas le respect des lois et de l'autorité royale en dehors des zones habitées. D'ailleurs, la concurrence commerciale des Anglais, installés à Albany et à la baie d'Hudson, alimente un certain sentiment de suspicion des administrateurs français à l'égard de la traite effectuée par les habitants. Ils y voient une possibilité d'évasion monétaire car il leur est impossible de prélever la taxe du quart des fourrures qui ne sont pas rendues dans leurs magasins. De plus, les Anglo-hollandais offrent de meilleurs prix pour les peaux et, contrairement aux Français, n'hésitent pas troquer des armes à feu et de l'alcool aux Autochtones en échange de fourrures. 

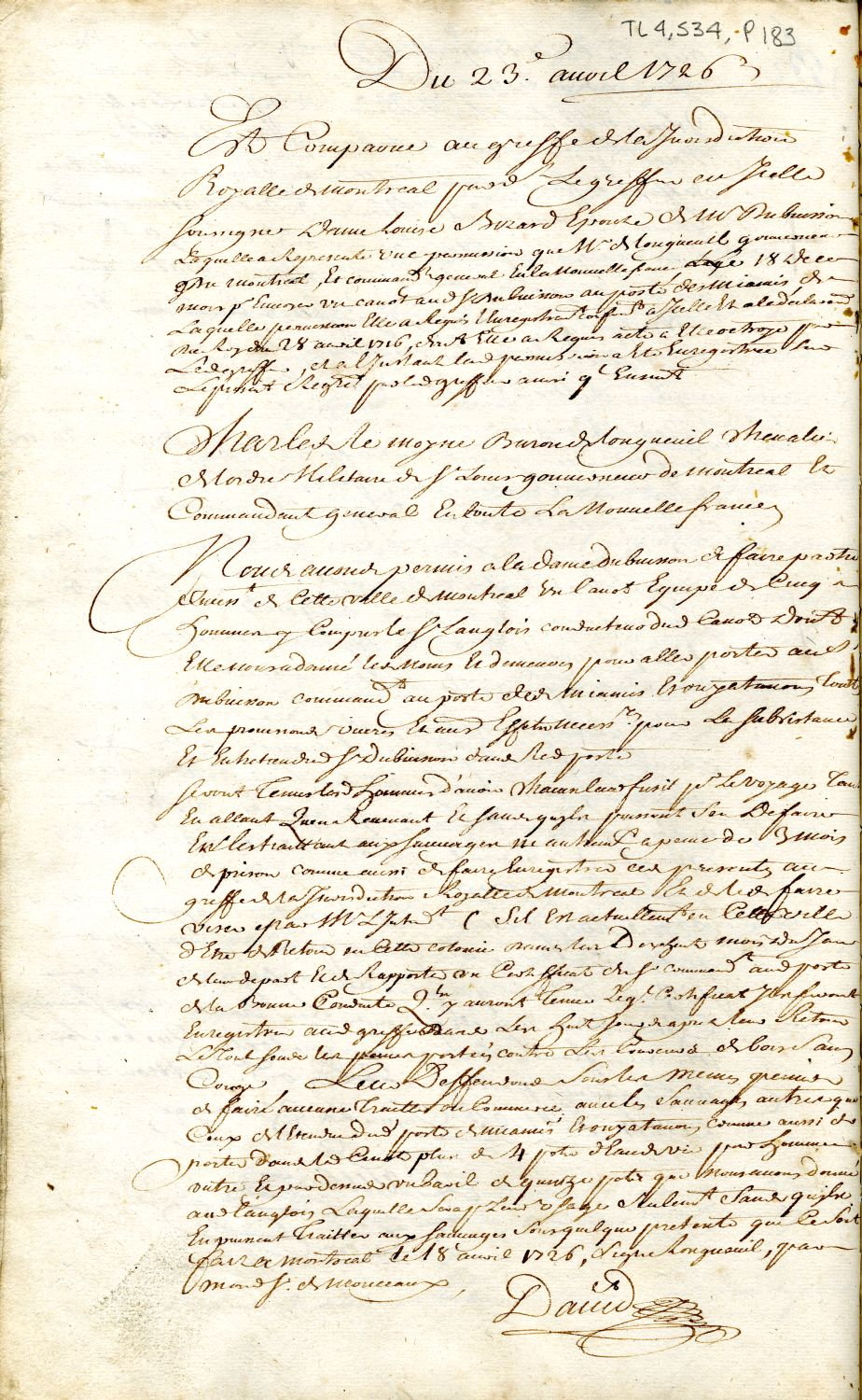
Congé de traite accordé par Charles Lemoyne III, gouverneur de Montréal, le 23 avril 1726 à Louise Bizard pour un canot de provisions et cinq hommes à destination du poste des Miamis (Ohio) et Ouyatanons (Indiana).

Une réglementation est instaurée afin d'encadrer ceux qui iront chercher les fourrures dans les régions éloignées et d'éviter qu'ils passent par Albany plutôt que Montréal ou Québec. Le 2 mai 1681, un édit du roi instaure le système des congés de traite. Il interdit de faire le commerce avec les Autochtones « dans la profondeur des bois », sauf pour ceux qui en ont l'autorisation. Vingt-cinq congés de traite sont délivrés annuellement, gratuitement, par le gouverneur, avec l'accord de l'intendant. Chaque congé permet le déplacement d'un canot de marchandises dans l'Ouest, manœuvré par trois hommes. Ce congé peut également être vendu au tarif de 1000 livres selon le témoignage de l'intendant Raudot. L'édit menace les traiteurs sans permis d'être fouettés et marqués au fer, voire d'être condamnés aux galères à perpétuité.
La mise en place d'un tel cadre marque la naissance d'un univers professionnel autorisé pour les individus qui pratiquent la course de bois. Désormais, les hommes qui sont autorisés à aller traiter avec les nations autochtones de l'intérieur du continent sont choisis, au même titre que les marchandises qu'ils transportent. Ce cadre réglemente, entre autres, le commerce d'eau-de-vie et fait en sorte que les coureurs de bois « ne donn[ent] aucun sujet de plainte dans leur service chez les sauvages. » Enfin, cette nouvelle réalité permet de faire oublier la connotation négative qui entourait le coureur de bois jusque-là. Bien que quelques marginaux continuent leurs pratiques, l'expression « coureurs de bois » commence à s’effacer progressivement du langage étatique au profit de dénominations telles que voyageurs, traiteurs ou marchands-voyageurs,.

## Voyageurs, coureurs ou pagayeurs? (1681-1763)
Le fait d’encadrer le voyage et d'envoyer des hommes dans la profondeur des bois permet de stabiliser l'offre et la demande en fourrure. Cette nouvelle façon de se procurer des fourrures devient tellement efficace, qu'on observe une période de surexploitation à la fin du XVIIe siècle. À partir de 1696, le roi interdit donc aux colons canadiens de voyager dans la profondeur des bois jusqu'à la reprise vers 1715. Après le désengorgement du commerce des fourrures au début du XVIIIe siècle, l'activité des coureurs de bois reste encadrée par les congés de traite. Désormais, les individus qui possèdent un congé se démarquent des commerçants illégaux.

### Pourquoi la course de bois? (1681-1715)
C'est donc pour lutter contre la clandestinité que le gouvernement colonial est contraint de légiférer. Le congé de traite encadrera dès lors l'activité des coureurs de bois jusqu’à la fin du Régime français. Pour répondre notamment à la demande en pelleteries des chapeliers français et assurer la défense de la colonie française, une série de forts sont érigés sur le territoire des Grands Lacs et dans la vallée du Mississippi. À titre d'exemple, on peut nommer Détroit, Michillimakinac et le fort Saint-Louis au Pays des Illinois. » La multiplication de ces postes éloignés est à la base d'une professionnalisation du voyage et d’une colonisation centrée sur le commerce des fourrures.
D'ailleurs, l'activité des coureurs de bois entraîne une excellente rentabilité. Cela est le fruit de « [l]'assurance pour les marchands d'écouler à prix fixe leur production, l'illégalisme généralisé, l'ouverture à la traite du Pays des Illinois [Louisiane], [et] l'élimination provisoire de la concurrence anglaise de la baie James. » Cumulé à l'efficacité des coureurs de bois, le commerce des fourrure entre alors dans une période de surproduction. De 1697 à 1715, seuls les principaux forts sont maintenus. Malgré cela, plusieurs individus continuent de ramener des fourrures clandestinement. On observe aussi durant cette période l'enracinement d'une culture du voyage dans la société canadienne et une sorte de banalisation des illégalités reliés à la traite.

### La carrière des «employés» de la traite après 1715

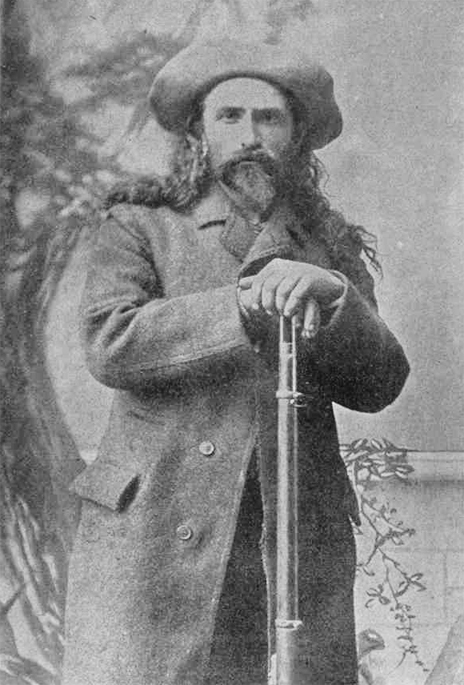
Pierre Le Royer, coureur de bois canadien-français, au retour d'une expédition en 1889.

Après un épisode de surproduction, la course reprend de plus belle. Cette fois, elle évolue dans un environnement mieux organisé. On remarque d'abord une recrudescence des contrats entre employeur et engagé entre 1720 et 1763.
Un simple engagé, pagayeur ou voyageur n’est pas autorisé à commercer dans les postes. En effet, ce rôle revient plutôt aux marchands ou aux détenteurs de permis de traite qui les emploient.
L’historien Gratien Allaire a donné un bon aperçu du contenu des archives notariales à leur sujet pour la période 1701-1745. Il recense près de 23 métiers différents pratiqués par des personnes liées à la course de bois. Par ailleurs, Allaire remarque une augmentation des contrats notariés signés entre marchands et voyageurs surtout entre 1715 et 1721.

Le témoignage du chapelier parisien Louis Guigues donne un bon aperçu de la traite au début du XVIIIe siècle :
« Un particulier achète un congé qu’il paye très cher, il le vend à sept ou huit personnes qui se joignent ensemble pour aller à la Course. Ces gens qui sont proprement des vagabonds sans feu ny lieu s’obligent à en payer le prix en castor […] ils traittent avec un ou plusieurs marchands d’une quantité d'eau de vie et autres marchandises pour emporter avec eux, payable à leur retour en castor à un prix convenu. »
Les coureurs de bois sont davantage des engagés de la traite que des traiteurs clandestins, car de nombreux engagés voyagent sous le commandement d’un officier ou d'un marchand-voyageur qui s'assure de la validité du permis et vérifie l'état des cargaisons destinées aux Pays-d'en-Haut. De plus, comme le souligne l'historien Gilles Havard, « ces hommes sont sommés de faire leur traite uniquement dans les postes [...], sous les yeux des commandants. » Bien que cette réglementation ne soit pas appliquée au sens strict, on observe néanmoins une régulation des voyages par l'État dans l'optique de limiter les comportements qui seraient inappropriés et surtout, la contrebande issue de coureurs de bois « illégaux ».

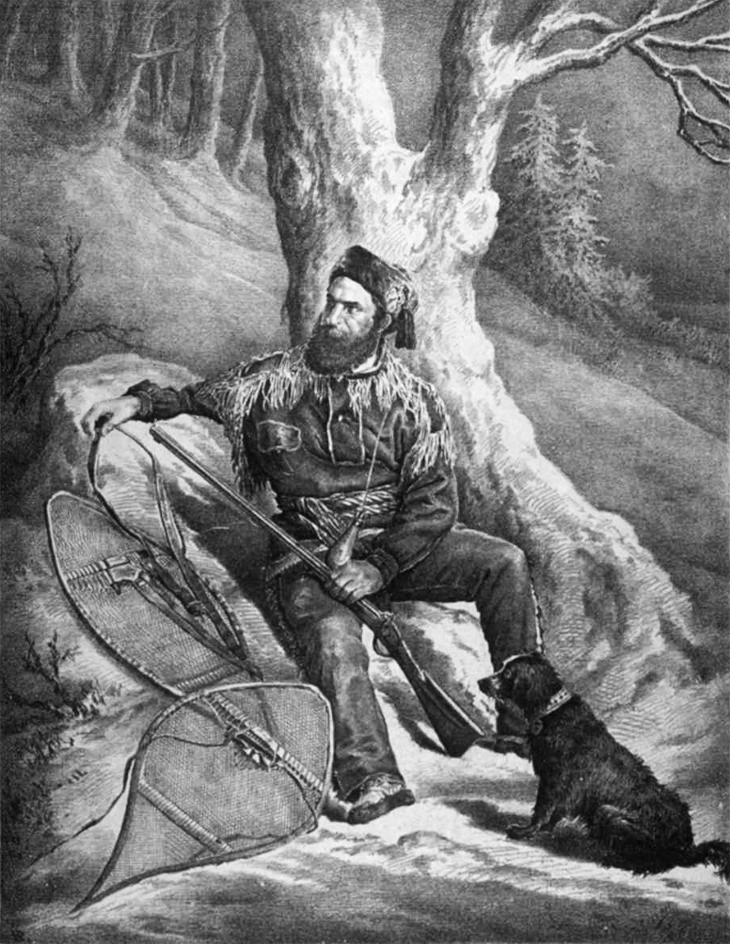
« Frs. Mercier, célèbre voyageur canadien » (1871), gravure tirée du périodique canadien-français L'Opinion publique.

Les sources laissent aussi entendre qu’il y a une hiérarchie au sein des groupes de voyageurs. Les convois semblent souvent se diviser entre les individus expérimentés et moins expérimentés, entre les guides, ceux qui ont passé plusieurs hivers dans les postes éloignés, et les engagés de provenances diverses et parfois inexpérimentés. On peut déterminer l'expérience des membres d’une expédition par la place qu'ils occupent à l'intérieur du canot. Les hommes de « devant » et du « gouvernail » sont généralement les plus anciens et commandent les convois de canots alors que les « milieu » sont les voyageurs semi-réguliers. Entre eux, on retrouve les individus moins expérimentés qui détiennent le titre de « second devant » ou de « second derrière ». Souvent issus du milieu agricole, ces derniers n'effectuent qu'un ou deux voyages au cours de leur vie.
Un convoi est généralement composé d'équipage de 5 à 9 hommes. Au XVIIIe siècle, ils proviennent de la région de Montréal dans une proportion de près de 80 %. Enfin, ces convois sont majoritairement constitués d’une flottille qui oscille entre 4 et 6 canots prêtés et équipés par un marchand-équipeur ou une société de voyageurs qui s'engage pour une durée variable auprès d'un marchand-équipeur.
En ce qui concerne la composition sociale des convois de coureurs de bois, Louise Dechêne a établi un inventaire pour la période 1708-1717. Elle a recensé 668 engagés, dont 448 voyageurs indépendants et 220 engagés qui font au moins un voyage dans les Pays-d'en-Haut. Bien que l'origine socioéconomique des engagés varie pour la grande région de Montréal, 470 personnes sont des immigrants de deuxième génération et 116 de troisième génération. Les Canadiens sont donc nettement majoritaires : 586 sur les 668 engagés à faire le voyage entre 1708 et 1717. Pour les 82 individus restants, on dénombre 5 Autochtones, 39 nouveaux immigrants et 38 d'origine inconnue. Ceci totalise près de 1120 départs pour l'Ouest, toutes nationalités confondues. De ces départs, l'historienne Dechêne conclut que la plupart durent environ quatre mois et s'effectuent surtout lors de la période estivale. Cela a été confirmé par l'historien Thomas Wien qui a démontré que le marché de l'engagement est bel et bien saisonnier et qu'il concorde avec le calendrier agricole canadien. À son avis, le marché est caractérisé par « l'interaction des deux principaux secteurs de l'économie canadienne: l'agriculture et le commerce des fourrures. »
Enfin, grâce au dépouillement des minutes notariales, Gratien Allaire a dénombré près de 5964 départs pour l'ouest entre 1701 et 1745. Ces données illustrent que la course de bois constitue une valeur normative au sein de la société canadienne du XVIIIe siècle et « le débouché extra-agricole le plus important pour la main-d'œuvre rurale », qui compose près de 80 % de la population laurentienne.

### Familles paysannes et spécificités de l'engagement, 1715-1763
Plusieurs Canadiens vont pratiquer au moins une fois la course de bois depuis que le commerce des fourrures a été ouvert aux habitants en 1645. Beaucoup sont prêts à s'engager dans le voyage malgré les risques de noyade et de mort. Dechêne a démontré que la majorité des individus qui s'engagent pour un aller-retour dans les différents postes de traites proviennent de la vallée du Saint-Laurent et qu'ils sont issus du secteur agricole. Elle estime que la région des Trois-Rivières totalise près de 54 % du bassin d'engagés alors que la grande région de Montréal compte entre 21 et 30 % des individus recensés au cours de la période. L'apport des autres régions de la société laurentienne oscille entre 16 et 25 %.
Wien croit que l'on peut caractériser l'habitant canadien comme quelqu'un « d'apparemment distrait [et] très ouvert aux propositions venant d'autres secteurs. » Or, l'alternance des voyages se fait surtout entre le printemps et l'automne, soit entre l'ensemencement et la récolte. Cette réalité peut s'expliquer par la faiblesse de la production agricole de plusieurs terres, encore vouées à l'autosuffisance. Certains engagés peuvent profiter de leur jeunesse et des offres qui se présentent à eux pour amasser une somme suffisante à l'achat d'une terre. Il est aussi possible que les enfants de familles nombreuses restent sur la terre familiale le temps des semences avant de quitter pour effectuer des voyages dans les postes de traite.

### Nature des échanges et rémunération
On retrouve quantité d’informations sur les voyageurs dans les contrats d’engagement. Passer un accord par devant notaire donne un recours légal à l'employeur qui verrait ses employés se désister et inversement, à l'engagé qui a « l’assurance de se faire verser son plein salaire à la fin du voyage. »

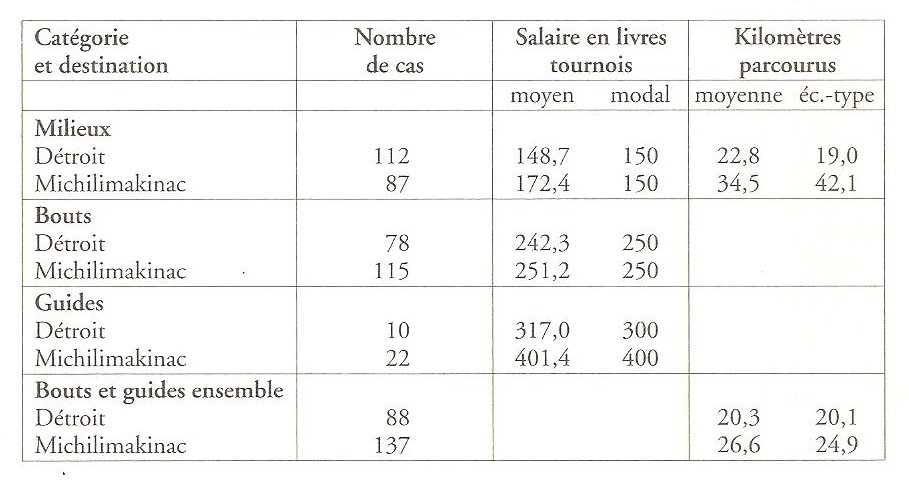
Salaire et distances parcourues selon la destination et la fonction des engagés.

La rémunération semble ainsi être l'une des principales motivations du voyage, car « l'engagé qui faisait un aller-retour au cours de l'été, était bien mieux payé qu'un journalier ou qu'un autre travailleur manuel ». Or, le montant du salaire est déterminé par l'expérience du voyageur. En effet, un engagé peu qualifié pouvait espérer toucher entre 150 et 200 livres par année, payable en peaux de castor qu'il devait revendre dans les magasins de la compagnie. Ceci est valable pour les destinations moins éloignées comme Détroit. Les voyageurs plus expérimentés reçoivent entre 300 et 400 livres. Les postes de guides ou de « bout » sont rares. Ce sont pour la plupart de véritables professionnels de la traite.
Par exemple, prenons le cas de François Lanthier qui accumule les employeurs et les contrats. Voyageur expérimenté, il conclut d'abord un accord avec le marchand Trottier Desrivières en 1746, avant de réapparaître en 1749, associé avec un autre individu. Ensuite, il s'engage en 1752 auprès de Charles Héry « par devant notaire à hiverner au poste de Témiscamingue. » Ainsi, entre 1746 et 1757, l’engagé effectue près de cinq voyages en onze années, soit aux trois ans en moyenne, pour cinq employeurs différents. Lanthier fait, selon les notaires, « figure de loyal serviteur, passant jusqu'à six ans dans l'emploi de Trottier [...]. » Autrement, c’est le salaire promis par l'employeur qui motive le voyageur à s'engager pour cinq voyages avec cinq employeurs différents durant cette période. L'exemple de Lanthier illustre bien la réalité d'un engagé expérimenté au XVIIIe siècle.
Plus encore, selon l'historien Wien, « dans les 92 cas où les documents permettent de suivre des engagés mettant le cap sur la même destination au pays des Amérindiens deux années de suite (en changeant de maître ou non), ces travailleurs voient leur salaire augmenter 67 fois. Parmi les seuls hommes qui voyagent pour le même marchand pendant deux années consécutives, une proportion un peu moins élevée, soit 11 sur 17, améliore son sort à ce chapitre. En tenant compte uniquement des hausses, le changement moyen atteint 12 %. »
Wien démontre que le salaire des engagés de la traite est loin d'être inamovible et l'influence dans ses choix professionnels. Aussi, la rémunération change selon la destination. Les engagés qui voyagent jusqu’à Détroit sont moins expérimentés et donc, moins bien payés. On remarque une propension plus élevée de voyageurs inexpérimentés à faire un aller-retour Montréal-Détroit que pour un poste plus éloigné comme Michillimakinac. Selon son expérience ou la destination, un engagé peut donc espérer voir son salaire augmenter considérablement entre le moment où il effectue son premier voyage et la fin de sa carrière. Les plus expérimentés, les guides ou les hivernants, obtiennent certainement davantage, mais contre un plus grand effort et une plus longue période passée à l’intérieur du continent.
Les marchandises prêtées par les marchands-équipeurs sont transportés en canot sur de très longues distances. Par exemple, on peut compter « deux ballots totalisant presque 200 livres, supportés par une sangle tenue autour de la tête, qu'il faut transborder dans les portages et porter des journées entières quand les rivières sont à sec. » Lorsque tout va bien, on espère ramener suffisamment de fourrure pour rembourser le prêt des articles qui ont servi à la traite et gagner la confiance de son employeur en vue d'un deuxième voyage. Les marchandises transportées « rapporte[nt] ordinairement 700 % de profit. »
Pratique dans la colonie, il n’est pas rare de voir un marchand-équipeur payer ses engagés en pelleteries qui pourront être échangées contre de la monnaie de carte ou des lettres de change dans l’un des magasins de la colonie.

### Volontaires et «petite guerre»
Les conditions difficiles du voyage permettent de former des hommes robustes, courageux et familiers des combats en forêt. Ils empruntent rapidement de pratiques de nations autochtones, notamment la guerre d'embuscade appelée « petite guerre. » En outre, ces caractéristiques font du coureur de bois un candidat idéal pour accompagner des expéditions militaires à l'intérieur du continent nord-américain.
Si la participation des coureurs de bois aux expéditions militaires n'est pas marginale, elle reste relativement peu fréquente pendant l’épisode de paix de 1713 à 1744. Ils ne seront jamais organisés en contingents autonomes à l'image des milices et des compagnies franches de la Marine. Or, on peut compter plusieurs Canadiens parmi les troupes de Pierre Le Moyne d'Iberville pendant ses nombreuses batailles et lors de la guerre de la Ligue d'Augsbourg à la fin du XVIIe siècle. S'il est vrai que quelques Canadiens, « qui ne peuvent résister à l'appel des courses lointaines », accompagnent le chevalier de Troyes lors de son expédition contre les Anglais de la Baie d'Hudson en 1686, ils ne dépassent pas la trentaine d'individus. Par conséquent, le rôle de guerrier des coureurs de bois semble presque anecdotique. Celui-ci demeure, avant tout, un professionnel du voyage et de la traite des pelleteries et cette image du guerrier des bois rompu à toutes les ruses tire ses racines de l'historiographie qui a plus tard été remise en question, notamment par Louis Dechêne.

## Liste non-exhaustive de coureurs de bois connus
Étienne Brûlé, Louis Joliet, Médard Chouart des Groseilliers, Pierre-Esprit Radisson, Jean Nicolet, Alphonse Dedans et son fils Paul Guillet, Jean‐Baptiste Cuillerier, Jacques de Noyon et La Vérendrye, Paul Provencher, Michel Pageau et André-François Bourbeau, Toussaint Charbonneau.

## Dans la culture populaire
Dans la littérature
- Léo-Paul Desrosiers, Les engagés du Grand Portage, Paris, Gallimard, 1938.
- The Big Sky (1947) d'A. B. GuthriePublié en français sous le titre La Captive aux yeux clairs, Paris, Denoël, 1947 ; réédition, Arles, Actes Sud, coll. « L’Ouest, le vrai », 2014.

Dans la bande dessinée
- Le tome 26 de la série Les Tuniques bleues de Cauvin et Lambil, L'Or du Québec, donne une vision humoristique du coureur de bois, sous les traits d'un traqueur asthmatique doté d'un sens de l'orientation proche de celui de la poule…

Au cinéma
- La Captive aux yeux clairs (1952) d'Howard Hawks, d'après le roman d'A. B. Guthrie.
- The Revenant (2015) d'Alejandro González Iñárritu avec Leonardo DiCaprio.

Le récit de coureurs de bois aux prises avec des Autochtones Arikaras dans l'actuel Dakota du Nord.
À la télévision
- Une série québécoise : Coureur des bois - Un père et sa fille parcourent le Québec à la recherche de saveurs des forêts.
- Dans la série américaine Colorado (adaptée du livre de James A. Michener), le rôle du coureur des bois Pasquinel est interprété par l'acteur Robert Conrad[58].

Dans les jeux vidéo
- Les coureurs de bois sont les colons français dans le jeu vidéo Age of Empires III.